# Babel-17
Babel-17 è un romanzo di fantascienza del 1966 dello scrittore statunitense Samuel R. Delany, vincitore del premio Nebula nel 1967 e nominato nello stesso anno per il Premio Hugo per il miglior romanzo.

## Storia editoriale
Pubblicato per la prima volta nel maggio del 1966 dalla Ace Books il romanzo affronta tematiche particolari, l'autore immagina una lingua artificiale chiamata appunto Babel-17 nel quale l'ipotesi di Sapir-Whorf, nota come ipotesi della relatività linguistica (il linguaggio influenza il pensiero e la percezione), l'ipotesi gioca un ruolo fondamentale all'interno del romanzo.
Nell'edizione del 1982, pubblicata dalla Bantam Books all'interno del volume è presente una breve nota (denominata Nota sul testo di questa edizione) nella quale l'autore ripristina alcune complessità tipografiche, incluse nel manoscritto originale, ma non presenti nell'edizione presentata ai Premi Nebula quindici anni prima, poiché non inclusa dall'editore per motivi tecnici. Inoltre, sono stati ripristinati tagli minori

## Trama
Babel-17 è un linguaggio che può essere utilizzato come arma dagli invasori nemici durante una guerra interstellare. Il capitano di astronave cinese, linguista, poeta e telepate Rydra Wong inizia a imparare la lingua. Dopo che diversi attacchi sono stati effettuati dagli invasori che parlano Babel-17, si rende presto conto del potenziale della lingua per cambiare il proprio processo di pensiero e fornire a chi parla certi poteri, e viene reclutata dal suo governo per scoprire come il nemico si sta infiltrando e sabotando i siti strategici. Man mano che la sua comprensione della lingua aumenta, è in grado di prevedere dove sarà il prossimo attacco e riunisce una squadra per recarsi nel luogo previsto dell'attacco.
Inizialmente si pensava che Babel-17 fosse un codice utilizzato dagli agenti nemici. Rydra si rende conto che è un linguaggio in sé e per sé. Durante la loro missione, Rydra si rende conto che c'è un traditore a bordo della nave. Dopo essere sfuggiti all'attacco previsto, Rydra e il suo equipaggio vengono catturati da un pianeta vicino. Mentre è sul pianeta, Rydra incontra un uomo chiamato "The Butcher" che non usa la parola "I". Dopo aver insegnato a The Butcher la parola "I", Rydra, The Butcher e il suo equipaggio lasciano il pianeta ma vengono attaccati una volta sbarcati. Rydra e The Butcher, che già inconsapevolmente parlavano di Babel-17, vengono salvati ma sembrano incredibilmente alterati. Mentre i loro corpi sono presenti, le loro menti sembrano altrove. La loro capacità di parlare Babel-17 ha alterato le loro menti e apprendiamo che era Rydra il traditore a bordo della nave. Si scopre che Babel-17 è un linguaggio che non solo ti aiuta a capire il nemico, ma diventa il nemico.
Il romanzo affronta diverse questioni relative alle peculiarità del linguaggio, al modo in cui le condizioni di vita modellano la formazione delle parole e del significato e come le parole stesse possono modellare le azioni delle persone.

## Edizioni
- (EN) Samuel R. Delany, Babel-17, Ace Books, 1966.
- Samuel R. Delany, Babel-17, traduzione di Gianni Montanari, collana Bigalassia n° 28 (insieme a La ballata di Beta 2 dello stesso autore), Piacenza, La Tribuna, 1971,  p. 188.
- Samuel R. Delany, Babel-17, traduzione di Gianni Montanari, collana Urania Collezione n° 56, Arnoldo Mondadori Editore, 2007,  p. 262, ISSN 1721642-7.